# CD68
CD68 (cúmulo de diferenciación 68 o cluster of differentiation 68, en inglés) es una glicoproteína expresada en la membrana plasmática de los macrófagos. La función de CD68 parece ser la captación de lipoproteínas de baja densidad.
La macrosialina es el equivalente de CD68 en ratones.